# Carl Ludwig Willdenow
Carl Ludwig Willdenow (Berlim, 22 de agosto de 1765 – Berlim, 10 de julho de 1812) foi um médico, farmacêutico e botânico alemão.

## Biografia
Depois de ter estudado Farmácia proseguiu seus estudos em Medicina e Botânica na Universidade de Halle, obtendo seu título de doutor em Medicina em 1789. Trabalhou como farmacêutico em Berlim. Em 1789 trabalhou como professor de "Historia Natural" no Collegium medico-chirurgicum. Em 1801 é nomeado membro da "Academia das Ciências" e professor de Botânica na nova Universidade de Berlim.
Em 1811 trabalhou em Paris analisandos as plantas coletadas por Alexander von Humboldt quando da sua viagem pela América do Sul.
Devido a sua enfermidade voltou a Berlim onde morreu.
Willdenow se interessava pela adaptação das plantas ao clima, mostrando que num mesmo clima existem plantas com características comuns. Seu herbário, que continha mais de 20.000 espécimens está atualmente preservado em Berlim.
Willdenow era um dos mais famosos biólogos sistemáticos devido a fundação da dendrologia.

## Obras
- Florae Berolinensis prodromus (1787)
- Grundriß der Kräuterkunde (1792)
- Berlinische Baumzucht (1811)
- Linnaei species plantarum (1798-1826, 6 vols.)
- Anleitung zum Selbststudium der Botanik (1804; 4. Aufl. 1832)
- Enumeratio plantarum horti regii botanici Berolinensis (1809)
- Hortus Berolinensis (1816)

## Espécies que levam seu nome
- Carex willdenowii Schkuhr ex Willd.
- Croton willdenowii G.L.Webster
- Quercus × willdenowiana (Dippel) Beissner, Schelle & Zabel (pro sp.)
- Selaginella willdenowii (Desv. ex Poir.) Baker
- [Trifolium willdenowii Spreng.